# Рекас
Рекас (ісп. Recas) — муніципалітет в Іспанії, у складі автономної спільноти Кастилія-Ла-Манча, у провінції Толедо. Населення — 3912 осіб (2010).
Муніципалітет розташований на відстані близько 46 км на південний захід від Мадрида, 22 км на північ від Толедо.

## Демографія
Динаміка населення (INE ):

## Галерея зображень

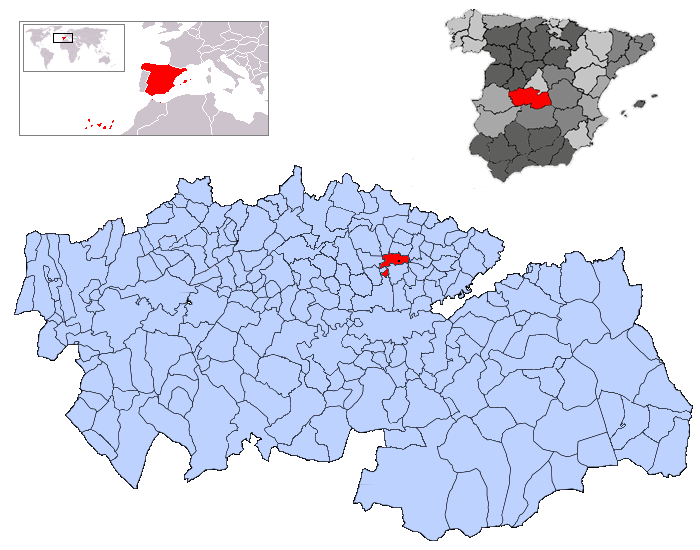
Розташування муніципалітету у провінції Толедо